# Бордано
Борда̀но (на италиански: Bordano; на фриулски: Bordan, Бордан) е село и община в Северна Италия, провинция Удине, автономен регион Фриули-Венеция Джулия. Разположено е на 224 m надморска височина. Населението на общината е 810 души (към 2010 г.).